# Randy Moss
Randall Gene Moss, detto Randy (Rand, 13 febbraio 1977), è un ex giocatore di football americano statunitense che ha giocato nel ruolo di wide receiver nella National Football League (NFL). È stato introdotto nella Pro Football Hall of Fame nel 2018.
Detiene il record per touchdown su ricezione segnati in una stagione (23, stabilito nel 2007), quello per touchdown su ricezione in una stagione da rookie (17, nel 1998), è al secondo posto di tutti i tempi per touchdown su ricezione segnati in carriera con 156 e al quarto posto di tutti i tempi per yard ricevute in carriera.
Moss al college giocò a football a Marshall venendo premiato due volte come All-American. Fu scelto nel corso del primo giro (21º assoluto) del Draft NFL 1998 dai Minnesota Vikings con cui rimase fino al 2005, quando passò agli Oakland Raiders. Il 29 aprile 2007, Moss fu scambiato coi New England Patriots per una scelta del quarto giro. Dopo un breve ritorno ai Vikings passò ai Tennessee Titans e dopo un ritiro durato un anno tornò in campo per un'ultima stagione coi San Francisco 49ers nel 2012.

## Carriera universitaria
Al liceo ha frequentato la DuPont High School: lì si è distinto anche come giocatore di basket (in squadra con lui c'era anche l'ex giocatore della NBA Jason Williams), di baseball (alcuni sostengono che fosse lo sport per il quale era maggiormente portato) e per aver vinto il titolo statale nei 100 e 200 metri. Terminato il liceo, nel 1995, Moss volle entrare all'Università di Notre Dame ed infatti ottenne una borsa di studio per meriti sportivi presso quel college, però venne coinvolto in una rissa a sfondo razziale e condannato per aggressione a 30 giorni di prigione con la condizionale; ciò gli costò inoltre la borsa di studio appena guadagnata. Moss si iscrisse quindi a Florida State, però, visto che aveva già inoltrato la domanda per Notre Dame, per un cavillo giudiziario non poté scendere in campo con la squadra di football durante il suo anno da matricola.
Nel 1996, mentre scontava la sua condanna a 30 giorni di prigione svolgendo lavori socialmente utili, venne trovato positivo alla marijuana: venne espulso da Florida State e, a causa della sua violazione della condizionale, venne condannato a 60 giorni di prigione.
Moss si iscrisse infine all'università di Marshall, a circa un'ora di macchina da casa sua. Grazie a lui, i Marshall Thundering Herd chiusero la stagione senza sconfitte e vennero promossi nella divisione superiore. L'anno successivo arrivò quarto nella classifica finale dell'Heisman Trophy.

## Carriera professionistica

### Minnesota Vikings
Al draft NFL 1998 Moss fu selezionato come 21ª scelta assoluta dai Vikings. L'impatto di Moss nella lega fu immediato:  contribuì infatti a rendere l'attacco dei Vikings il più prolifico della NFL e a far registrare l'allora record di punti totali segnati da una squadra. Dopo una stagione da 15 vittorie e una sola sconfitta, i Vikings arrivarono fino alla finale della NFC, dove vennero sconfitti dagli Atlanta Falcons dopo i tempi supplementari. Moss venne nominato rookie offensivo dell'anno, partecipò al Pro Bowl e fece registrare il record di touchdown su ricezione per un rookie (17).
Anche quella del 1999 fu un'ottima stagione: Moss ricevette 80 passaggi per un totale di 1.413 yard e 11 touchdown. Randy ebbe delle prestazioni notevoli anche nei playoff: prima nel turno delle wild-card contro i Dallas Cowboys con 5 ricezioni per 127 yard e un touchdown, vinto 27-10 dai Vikings e poi nei Divisional playoff, persi 49-37 contro i Saint Louis Rams (9 ricezioni, 188 yard e 2 touchdown).
Nel 2003 divenne il primo ricevitore di sempre a giocare più di 12 partite con almeno 100 yard e un touchdown di media. Chiuse la stagione con un totale di 111 ricezioni, 1.632 yard e 17 touchdown.
Nel 2004 i Vikings riuscirono ad agganciare i playoff per il rotto della cuffia e si trovarono a giocare il turno delle wild-card contro gli stra-favoriti Green Bay Packers; oltre che per la vittoria per 31-17 di Minnesota, la partita verrà ricordata per il gesto di Moss dopo il suo secondo touchdown nell'ultimo quarto: egli infatti si recò in mezzo alla end zone, si girò con le spalle al pubblico, si chinò e fece finta di calarsi i pantaloni. Per questo gesto Moss venne multato di 10.000 dollari, nonostante l'allenatore degli Indianapolis Colts, Tony Dungy, una delle voci più autorevoli della NFL, lo difese facendo riferimento al fatto che i tifosi dei Packers sono soliti mostrare il deretano alla squadra ospite quando il loro autobus entra nello stadio prima della partita.

### Oakland Raiders
Il 2 marzo 2005 Moss venne ceduto ai Raiders in cambio del linebacker Napoleon Harris; secondo alcuni, grosse pressioni per la sua cessione vennero esercitate dall'allora quarterback dei Vikings Daunte Culpepper. Durante la sua prima stagione ai Raiders, Moss fu tormentato dagli infortuni: nelle prime quattro partite la sua media era utile per infrangere il primato di yards guadagnate su ricezione nella stagione regolare. In seguito, nella partita contro i San Diego Chargers si infortunò all'inguine. Nonostante i problemi fisici e un quarterback non di primo livello, Moss chiuse la stagione con statistiche rispettabili: 60 ricezioni, 1.005 yard e 8 touchdown, oltre ad una media di 16,8 yard per ricezione, la più alta dal suo debutto nella NFL.
Il 29 aprile 2007 venne ceduto ai New England Patriots in cambio della quarta scelta del draft NFL 2007.

### New England Patriots

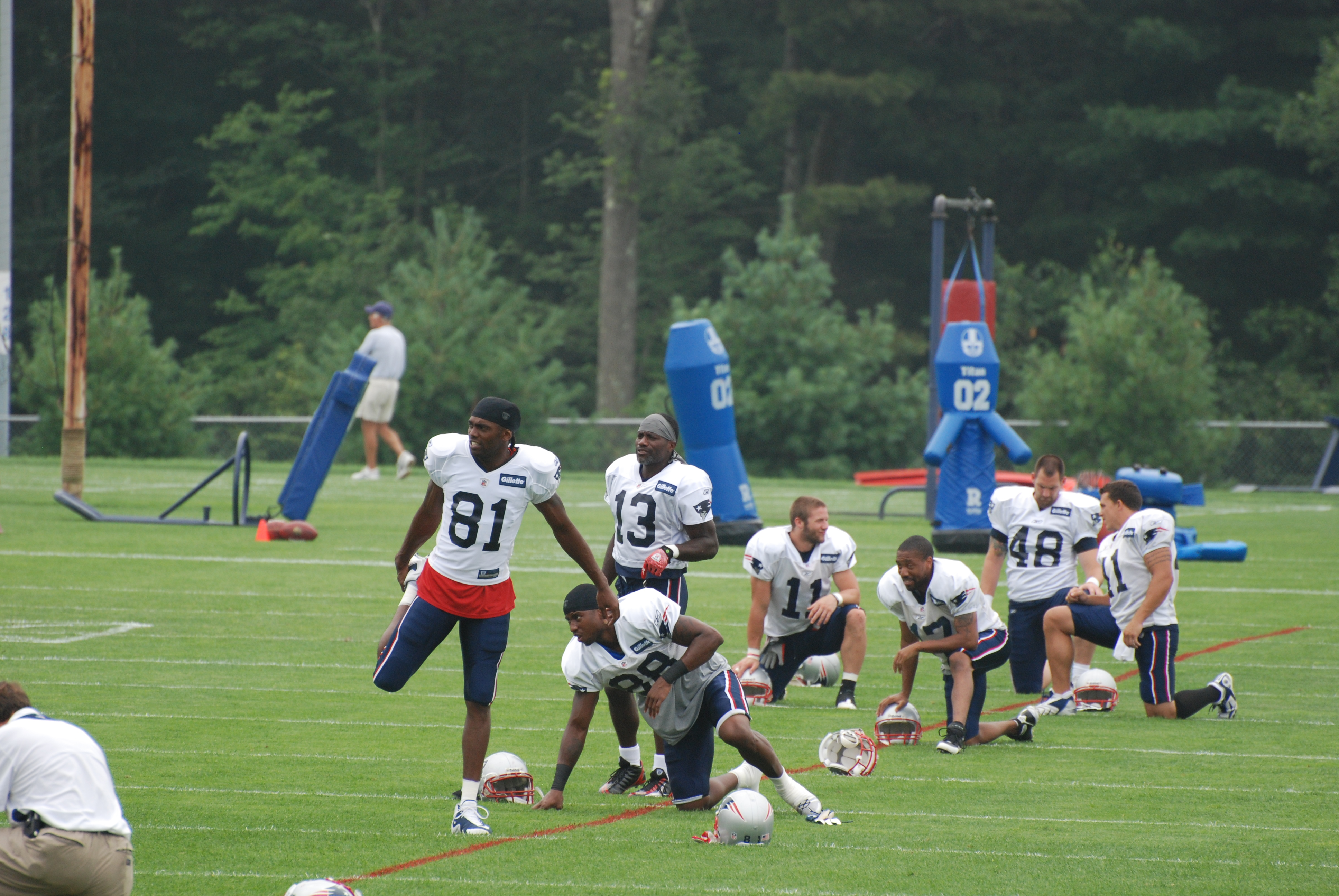
Moss nel 2009 durante il traning camp estivo dei Patriots.

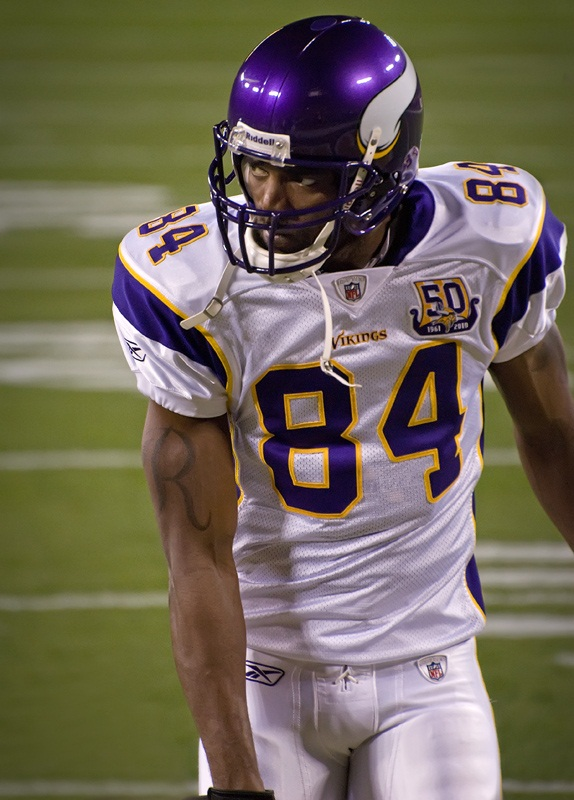
Moss nel 2010, durante l'ultima stagione con la maglia dei Vikings.

Nella sua nuova squadra, Moss disputò la miglior stagione in carriera, terminando con 98 ricezioni, 1.493 yard guadagnate (secondo solo a Reggie Wayne degli Indianapolis Colts) e con il nuovo primato di touchdown su ricezione, 23, battendo il record detenuto da Jerry Rice.
Il 6 ottobre 2010, due giorni dopo la partita contro i Miami Dolphins, Moss venne nuovamente ceduto ai Vikings, in cambio di una scelta del terzo giro del Draft NFL 2011. I Patriots cedettero inoltre, come parte dello scambio, una scelta del settimo giro del draft NFL 2012.

### Minnesota Vikings
Dopo meno di quattro settimane dall'arrivo nei Vikings, Moss venne ceduto ai Tennessee Titans, in seguito a pesanti dichiarazioni contro l'allenatore Brad Childress. Moss, in seguito alla sconfitta dei Vikings contro i Patriots al Gillette Stadium, riferì al proprietario della squadra, Zygi Wilf, che Childress sarebbe stato incapace di fare l'allenatore e che avrebbe dovuto essere licenziato. Il 1º novembre, Childress riferì alla squadra che Moss sarebbe stato escluso dal roster. Il 2 novembre la notizia venne ufficializzata.

### Tennessee Titans
Il 3 novembre 2010 Randy Moss firmò coi Tennessee Titans. Moss giocò otto gare coi Titans, iniziandone 4 come titolare. Ricevette 6 passaggi per 80 yard e nessun touchdown.
Moss terminò la stagione 2010 col minimo in carriera di ricezioni (28) e yard ricevute (393). I Tennessee Titans annunciarono di non voler rinnovare il contratto a Moss per la stagione 2011.

### Primo Ritiro
Il 1º agosto 2011, l'agente di Moss, Joel Segal, annunciò che Randy Moss aveva deciso di ritirarsi.

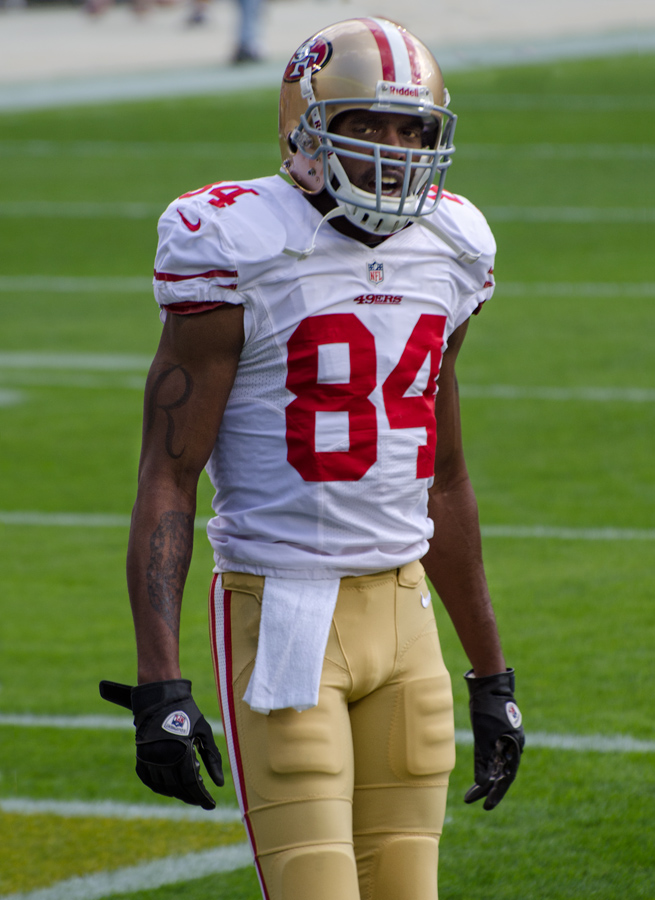
Moss con la maglia dei 49ers nel 2012.

### San Francisco 49ers
Il 13 febbraio 2012, Moss annunciò di voler tornare a calcare i campi della NFL, venendo inizialmente contattato dai New Orleans Saints e disputando dei provini molto positivi. Moss però alla fine firmò un contratto annuale coi San Francisco 49ers.
Il 9 settembre, nella prima gara della stagione 2012, Moss, pur non giocando molti snap offensivi, giocò un'ottima partita nella vittoria in casa dei Green Bay Packers, ricevendo 4 passaggi per 47 yard e segnando il primo touchdown della gara.
Nella sesta settimana, i 49ers subirono una brutta sconfitta contro i Giants nella rivincita della finale della NFC dell'anno precedente: Moss tuttavia per la prima volta fu il miglior ricevitore della squadra con 75 yard guadagnate. Nella agevole vittoria del Monday Night della settimana 8 sui Cardinals, Moss segnò il secondo touchdown della stagione con un passaggio da 47 yard di Alex Smith. Randy segnò il suo terzo touchdown del 2012 nella settimana 15 contro la sua ex squadra, i Patriots, contro cui i Niners ottennero un'importante vittoria.
Nella finale della NFC in trasferta contro i numeri 1 del tabellone, gli Atlanta Falcons, Moss ricevette 3 passaggi per 46 yard qualificandosi per il secondo Super Bowl della sua carriera. Nel Super Bowl XLVII Randy ricevette 2 passaggi per 41 yard ma i 49ers furono sconfitti 34-31 dai Baltimore Ravens.
Il 2 marzo 2013, Moss confermò attraverso il suo account di Twitter che non avrebbe vestito l'uniforme di 49ers nella stagione 2013.

## Record NFL
- Maggior numero di ricezioni da touchdown in una stagione – 23 (2007)
- Maggior numero di ricezioni da touchdown in una stagione da rookie – 17 (1998)
- Maggior numero di stagioni con 17 o più ricezioni da touchdown – 3 (1998, 2003, 2007)
- Maggior numero di stagioni con 16 o più ricezioni da touchdown – 3 (1998, 2003, 2007)
- Maggior numero di stagioni con 11 o più ricezioni da touchdown – 8 ex aequo con Jerry Rice
- Maggior numero di stagioni con 10 o più ricezioni da touchdown – 9 ex aequo con Jerry Rice
- Maggior numero di partite in una stagione con almeno 2 ricezioni da touchdown – 8 (2007)
- Uno dei due soli giocatori ad aver ricevuto per più di 1600 yard e messo a segno più di 16 touchdown in una singola stagione - (2003) ex aequo con Calvin Johnson
- Maggior numero di yard ricevute in una singola edizione del Pro Bowl – 212 (2000)
- Giocatore più veloce in NFL a raggiungere le 5000 yard ricevute in carriera - 59 partite
- Giocatore tra quelli con più di 900 ricezioni in carriera ad avere la più alta media di yard corse per ricezione – 15,6 yard per ricezione
- Giocatore più giovane nella storia della NFL a far registrare la sua 100ª ricezione da touchdown (29 anni e 235 giorni)
- Giocatore più giovane nella storia della NFL a far registrare la sua 120ª ricezione da touchdown (30 anni e 313 giorni)

## Palmarès

### Franchigia
- American Football Conference Championship: 1

New England Patriots: 2007
- National Football Conference Championship: 1

San Francisco 49ers: 2012

### Individuale
- MVP del Pro Bowl: 1

1999
- Miglior rookie offensivo dell'anno della NFL (1998)
- Convocazioni al Pro Bowl: 7

1998, 1999, 2000, 2002, 2003, 2007, 2009
- First-Team All-Pro: 4

1998, 2000, 2003, 2007
- NFL Alumni Wide Receiver dell'anno: 1

1998
- Giocatore offensivo della NFC della settimana: 4

12ª e 13ª settimana della stagione 1998, 10ª settimana della stagione 1999, 10ª settimana della stagione 2001
- Leader della NFL in touchdown su ricezione: 5

1998, 2000, 2003, 2007, 2009
- PFWA All-Rookie Team - 1998
- Fred Biletnikoff Award: 1

1997
- Formazione ideale della NFL degli anni 2000
- I 50 più grandi Vikings
- Formazione ideale dei New England Patriots degli anni 2000
- Formazione ideale del 100º anniversario della National Football League
- Pro Football Hall of Fame (classe del 2018)
- Minnesota Vikings Ring of Honor (Classe del 2017)
- Classificato al #65 tra i migliori cento giocatori di tutti i tempi da NFL.com

## Statistiche
| Stagione regolare | Stagione regolare    | Stagione regolare | Stagione regolare | Ricezioni | Ricezioni | Ricezioni | Ricezioni | Ricezioni | Ricezioni | Ricezioni | Ricezioni | Corse | Corse | Corse | Corse | Corse | Passaggi | Passaggi | Passaggi | Passaggi | Passaggi | Passaggi | Ritorni | Ritorni | Ritorni | Ritorni |
| Anno              | Squadra              | P                 | PT                | RIC       | YARD      | MEDIA     | TD        | MAX       | 20+       | 40+       | 1º        | TEN   | YARD  | MEDIA | TD    | MAX   | TEN      | COMP     | YARD     | TD       | INT      | RAT      | RIT     | YARD    | TD      | MAX     |
| ----------------- | -------------------- | ----------------- | ----------------- | --------- | --------- | --------- | --------- | --------- | --------- | --------- | --------- | ----- | ----- | ----- | ----- | ----- | -------- | -------- | -------- | -------- | -------- | -------- | ------- | ------- | ------- | ------- |
| 1998              | Minnesota Vikings    | 16                | 11                | 69        | 1,313     | 19.0      | 17        | 61T       | 20        | 14        | 51        | 1     | 4     | 4.0   | 0     | 4     | –        | –        | –        | –        | –        | –        | 1       | 0       | 0       | 0       |
| 1999              | Minnesota Vikings    | 16                | 16                | 80        | 1,413     | 17.7      | 11        | 67T       | 26        | 8         | 52        | 4     | 43    | 10.8  | 0     | 15    | 1        | 1        | 27       | 1        | 0        | 158.3    | 17      | 162     | 1       | 64T     |
| 2000              | Minnesota Vikings    | 16                | 16                | 77        | 1,437     | 18.7      | 15        | 78T       | 25        | 8         | 58        | 3     | 5     | 1.7   | 0     | 9     | –        | –        | –        | –        | –        | –        | –       | –       | –       | –       |
| 2001              | Minnesota Vikings    | 16                | 16                | 82        | 1,233     | 15.0      | 10        | 73T       | 14        | 4         | 59        | 3     | 38    | 12.7  | 0     | 18    | 1        | 1        | 29       | 0        | 0        | 118.8    | –       | –       | –       | –       |
| 2002              | Minnesota Vikings    | 16                | 16                | 106       | 1,347     | 12.7      | 7         | 60        | 19        | 6         | 66        | 6     | 51    | 8.5   | 0     | 25    | 3        | 1        | 13       | 1        | 0        | 87.5     | 1       | 11      | 0       | 11      |
| 2003              | Minnesota Vikings    | 16                | 16                | 111       | 1,632     | 14.7      | 17        | 72        | 27        | 6         | 76        | 6     | 18    | 3.0   | 0     | 11    | 1        | 0        | 0        | 0        | 0        | 39.6     | 1       | 22      | 0       | 22      |
| 2004              | Minnesota Vikings    | 13                | 13                | 49        | 767       | 15.7      | 13        | 82T       | 11        | 6         | 43        | –     | –     | –     | –     | –     | 2        | 1        | 37       | 0        | 1        | 56.2     | –       | –       | –       | –       |
| 2005              | Oakland Raiders      | 16                | 15                | 60        | 1,005     | 16.8      | 8         | 79        | 15        | 4         | 46        | –     | –     | –     | –     | –     | –        | –        | –        | –        | –        | –        | –       | –       | –       | –       |
| 2006              | Oakland Raiders      | 13                | 13                | 42        | 553       | 13.2      | 3         | 51        | 6         | 1         | 29        | –     | –     | –     | –     | –     | –        | –        | –        | –        | –        | –        | –       | –       | –       | –       |
| 2007              | New England Patriots | 16                | 16                | 98        | 1,493     | 15.2      | 23        | 65T       | 18        | 9         | 74        | –     | –     | –     | –     | –     | –        | –        | –        | –        | –        | –        | –       | –       | –       | –       |
| 2008              | New England Patriots | 16                | 16                | 69        | 1,008     | 14.6      | 11        | 76T       | 14        | 3         | 46        | 2     | 0     | 0.0   | 0     | 2     | –        | –        | –        | –        | –        | –        | –       | –       | –       | –       |
| 2009              | New England Patriots | 16                | 16                | 83        | 1,264     | 15.2      | 13        | 71T       | 18        | 7         | 62        | –     | –     | –     | –     | –     | –        | –        | –        | –        | –        | –        | –       | –       | –       | –       |
| 2010              | New England Patriots | 4                 | 3                 | 9         | 139       | 15.4      | 3         | 35T       | 3         | 0         | 6         | –     | –     | –     | –     | –     | –        | –        | –        | –        | –        | –        | –       | –       | –       | –       |
| 2010              | Minnesota Vikings    | 4                 | 4                 | 13        | 174       | 13.4      | 2         | 37T       | 2         | 0         | 10        | –     | –     | –     | –     | –     | –        | –        | –        | –        | –        | –        | –       | –       | –       | –       |
| 2010              | Tennessee Titans     | 8                 | 4                 | 6         | 80        | 13.3      | 0         | 26        | 1         | 0         | 4         | –     | –     | –     | –     | –     | –        | –        | –        | –        | –        | –        | –       | –       | –       | –       |
| 2010 (Totale)     | 2010 (Totale)        | 16                | 11                | 28        | 393       | 14.0      | 5         | 37T       | 6         | 0         | 20        | –     | –     | –     | –     | –     | –        | –        | –        | –        | –        | –        | –       | –       | –       | –       |
| 2012              | San Francisco 49ers  | 16                | 2                 | 28        | 434       | 15.5      | 3         | 55        | 0         | 1         | -         | -     | -     | -     | -     | -     | -        | -        | -        | -        | -        | -        | -       | -       | -       |         |
| Totale            | Totale               | 218               | 204               | 982       | 15,292    | 15.6      | 156       | 82T       | 219       | 76        | 682       | 25    | 159   | 6.4   | 0     | 25    | 8        | 4        | 106      | 2        | 1        | 95.8     | 20      | 195     | 1       | 64T     |

Statistiche aggiornate al 10 febbraio 2013

## Problemi giudiziari
I guai giudiziari di Moss proseguirono anche dopo il suo ingresso nella NFL: il 24 settembre 2004, mentre stava guidando la sua Lexus nel centro di Minneapolis, investì un vigile urbano che voleva impedirgli di compiere un'inversione a U in un punto dove la manovra era vietata. Venne accusato di assalto aggravato e possesso illegale di marijuana, ma venne giudicato colpevole solo di quest'ultimo capo d'accusa: la sua condanna fu il pagamento di una multa di 1.200 dollari e 40 ore di servizio per la comunità.
Nell'agosto 2005, Moss dichiarò in un'intervista ad HBO di aver continuato a fumare marijuana anche dopo il suo ingresso nella NFL e che, probabilmente, avrebbe continuato a farlo.